# WWE The Bash
WWE The Bash foi um evento de wrestling profissional em formato pay-per-view produzido pela World Wrestling Entertainment, ocorreu no dia 28 de junho de 2009 na ARCO Arena em Sacramento, Califórnia. Contou com os wrestlers da Raw, SmackDown, e ECW. Esta foi a quinta e última edição da cronologia do The Great American Bash.

## Antes do evento
Devido a uma lesão, Batista perdeu seu WWE Championship. No Monday Night Raw de 15 de junho, foi feita uma Fatal Four-Way entre Randy Orton, John Cena, Triple H e Big Show para coroar um novo campeão. Orton ganhou a luta, se tornando WWE Champion. Na mesma noite, ocorreu uma 10-Man Battle Royal para escolher o desafiante de Orton no The Bash. A luta foi vencida por Triple H. Em seguida, o dono do Raw, Donald Trump, anunciou que os dois se enfrentariam pelo título na semana seguinte, numa Last Man Standing match, que acabou com Orton e Triple H não respondendo a contagem do juiz, fazendo com que Orton retivesse o título. Na mesma noite, Vince McMahon anunciou que a luta entre Orton e Triple H no The Bash seria uma 3 Stages of Hell, sendo uma singles match, uma Falls Count Anywhere match e uma Stretcher match.
No Extreme Rules, CM Punk usou a maleta que ganhou na Money in the Bank ladder match no WrestleMania XXV, aproveitando para entrar na luta e derrotando o recém coroado Jeff Hardy, tomando-lhe o World Heavyweight Championship. No Raw de 15 de junho, Punk enfrentou Hardy e Edge, retendo seu título. No Raw da semana seguinte, Jeff se juntou a Rey Mysterio e The Great Khali para enfrentar Edge, Dolph Ziggler e Chris Jericho. O time de Hardy venceu a luta.
No Raw de 8 de junho, Cody Rhodes e Ted DiBiase derrotaram Carlito e Primo, ganhando uma futura chance pelo WWE Unified Tag Team Championship. No RAW da semana seguinte, foi anunciado que a luta ocorrerá no The Bash.
No Extreme Rules, Tommy Dreamer derrotou Christian e Jack Swagger, se tornando o ECW Champion. No Raw de 15 de junho, Dreamer derrotou Christian, retendo o título. Na ECW do dia seguinte, Dreamer foi derrotado por Swagger em uma luta não válida pelo título. Foi anunciado que Dreamer defenderá seu título no The Bash em uma Scramble match, envolvendo Christian, Swagger, Finlay e Mark Henry.
No Royal Rumble, Melina derrotou Beth Phoenix, ganhando o Women's Championship. Com o Draft de 2009, Melina foi transferida para o SmackDown. Na mesma brand, Michelle McCool derrotou Gail Kim para se tornar a desafiante de Melina pelo título no The Bash.
No Extreme Rules, Chris Jericho derrotou Rey Mysterio, ganhando o Intercontinental Championship. Nas lutas seguintes entre os dois, Jericho tentou desmascarar Mysterio. No The Bash, os dois se enfrentarão em uma luta valendo o título de Jericho e a máscara de Rey.
A rivalidade entre John Cena e The Miz será levada ao The Bash. No Raw de 22 de junho, Cena anunciou que enfrentará Miz no evento.

## Resultados
| #                              | Lutas | Estipulação                                                                                               | Tempo |
| ------------------------------ | --- | --- | ----- |
| Dark                           | R-Truth derrotou Shelton Benjamin | Luta individual                                                                                           | 03:00 |
| 1                              | Tommy Dreamer derrotou Jack Swagger, Christian, Mark Henry (com Tony Atlas) e Finlay - Swagger fez o pin em Finlay (04:42) - Finlay fez o pin Swagger (08:11) - Henry fez o pin Dreamer (10:26) - Swagger fez o pin Henry (12:19) - Dreamer fez o pin Christian (13:25) | Championship Scramble pelo ECW Championship                                                               | 14:46 |
| 2                              | Rey Mysterio derrotou Chris Jericho (c) | Luta individual pelo WWE Intercontinental Championship; Se Mysterio perdesse, deveria retirar sua máscara | 15:42 |
| 3                              | Dolph Ziggler derrotou The Great Khali | Luta sem desqualificação                                                                                  | 04:59 |
| 4                              | Edge e Chris Jericho derrotaram The Colóns (Carlito e Primo) (c) e The Legacy (Cody Rhodes e Ted DiBiase)1 | Luta de três duplas pelo WWE Unified Tag Team Championship                                                | 09:37 |
| 5                              | Michelle McCool derrotou Melina (c) | Luta individual pelo Women's Championship                                                                 | 06:34 |
| 6                              | Jeff Hardy derrotou CM Punk (c) por desqualificação2 | Luta individual pelo World Heavyweight Championship                                                       | 14:36 |
| 7                              | John Cena derrotou The Miz | Luta individual                                                                                           | 05:39 |
| 8                              | Randy Orton (c) derrotou Triple H - Triple H foi desqualificado (04:53) em uma luta individual - Triple H fez o pin em Orton (06:17) em uma Luta Falls Count Anywhere - Orton derrotou Triple H (21:23) em uma Luta de maca.                                            | Three Stages of Hell pelo WWE Championship                                                                | 21:23 |
| (c) - Campeão(s) antes da luta | | |       |

- 1Originalmente o combate seria só entre Primo/Carlito e Legacy, porém Theodore Long adicionou Edge e Jericho ao combate.
- 2Apesar de ter perdido a luta, CM Punk manteve o título de World Heavyweight Champion já que o título não pode ser vencido através de desqualificação.